# Knud Larsen (modstandsmand)
 Der er flere personer med dette navn, se Knud Larsen.
Knud Larsen (13. januar 1911 i Båring – 9. september 1944 i København), dæknavn "Bergstrøm", blev en kort tid leder af Holger Danske under besættelsen.
Knud Larsen var født 1911 i Baaring, læreruddannet 1932 fra Tønder Statsseminarium og var lærer ved Hellig Kors Skole i København.
Han kom fra BOPA med sin gruppe af sabotører i februar 1944 og blev leder af Holger Danske juni 1944. De tidligere ledere af Holger Danske var enten flygtet til Sverige eller arresteret.
Knud Larsen blev fanget 4. september 1944 og døde 4-5 dage efter i Vestre Fængsel på grund af voldsom tortur.